# Commission Hawthorn-Tremblay
 (octobre 2016).
Améliorez-le ou discutez des points à vérifier. 
 (mai 2013).
 (mai 2013).
Si vous disposez d'ouvrages ou d'articles de référence ou si vous connaissez des sites web de qualité traitant du thème abordé ici, merci de compléter l'article en donnant les références utiles à sa vérifiabilité et en les liant à la section « Notes et références ».
 (mai 2013).
- Si vous ne connaissez pas le sujet, laissez ce bandeau (vous pouvez alors contacter les auteurs).
- Si vous supprimez le contenu mis en cause (vous pouvez préalablement contacter les auteurs),

argumentez précisément cette suppression dans la page de discussion
(un manque de référence n'est pas un argument ; une recherche réelle de référence doit avoir été effectuée, être formellement documentée).
 (janvier 2019).
Pour les articles homonymes, voir Hawthorn et Tremblay.

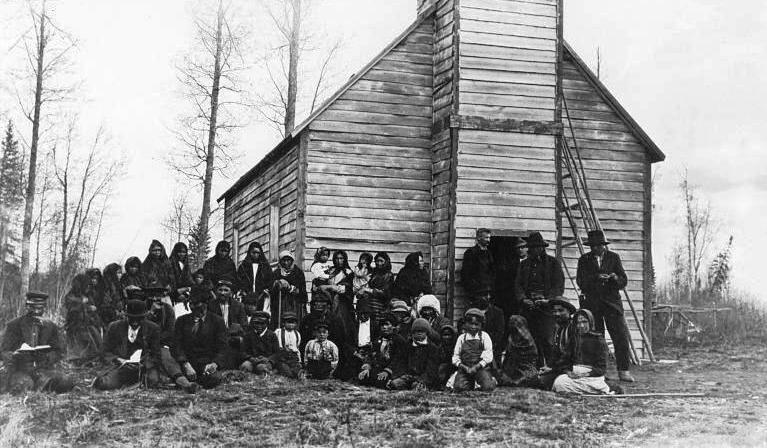
Le révérend Woodhall et une congrégation autochtone à Waskaganish en 1910

De 1964 à 1970, la Commission Hawthorn-Tremblay a étudié la condition des autochtones du Canada, donc leur situation économique et sociale. Elle a aussi pour but de mettre en lumière les évènements entourant les pensionnats obligatoires mis sur pied au Canada à partir des années 1950.

## Contexte sociohistorique
En 1951, la mise en place d’une politique d’assimilation et la refonte de la Loi sur les Indiens oblige les parents autochtones à confier leurs enfants d’âge scolaire à des pensionnats qui vont s’assurer de leur éducation. Au Québec il y a 5 pensionnats importants : le pensionnat indien d’Amos (1948-1965), le pensionnat catholique de Fort George (1936-1952), le pensionnat indien de La Tuque (1962-1980), le pensionnat indien de Pointe-Bleu (1956-1965) et le pensionnat indien de Sept-Îles (1952-1967). Le but de ses pensionnats est d’assimiler les enfants, car ceux-ci seront séparer de leurs parents pendant 10 mois complet. La transmission du savoir traditionnel, qui se communique principalement d’une génération à une autre, est alors bloquée par la séparation. De plus, les pensionnats vont faire en sorte que les enfants vont perdre leur identité puisqu’il sera totalement interdit de parler leur langue maternelle. Leur culture va alors s’effacer peu à peu et la séparation qu’ils ont avec leurs parents va créer un profond éloignement. Lorsque les enfants des pensionnats indiens vont devenir adultes, ils vont faire des témoignages troublants comme qu’il y aurait eu de la violence physique et des abus sexuels lors des années où les pensionnats étaient obligatoires. De plus, à cause des évènements qui se sont passés dans les pensionnats, en grandissant, les adultes vont souffrir de problèmes sociaux tels que l'alcoolisme, l'agressivité et le suicide. 

## Acteurs importants
En 1964, Marc-Adélard Tremblay, un anthropologue du Département de sociologie et d'anthropologie de la Faculté des sciences sociales de l’Université Laval, accepte de travailler en tant que directeur associé, avec H.B. Hawthorn, de l'Université de la Colombie-Britannique. Ils ont pour but de réaliser une enquête sur les effets des pensionnats obligatoires des années 1950. Cette enquête est nommée comme étant la Commission Hawthorn-Tremblay et celle-ci est ordonnée par le gouvernement canadien (Citoyenneté et Immigration, direction des Affaires indiennes), afin d’analyser tous les aspects de l'administration des Indiens du Canada et faire des recommandations au gouvernement. Afin que l’enquête soit faite en profondeur, les anthropologues vont se séparer les sujets de l’enquête, donc Marc-Adélard Tremblay va travailler avec les anthropologues F.G. Vallee et J. Ryan pour étudier différents aspects entourant l'éducation indienne, tandis que Hawthorn et d'autres chercheurs comme Cairns, Jamieson et Lysyk vont surtout analyser la situation et le développement socio-économiques des Indiens. Après plusieurs recherches d’effectuées, les auteurs du rapport de la Commission Hawthorn-Tremblay vont prôner l’idée que les Autochtones du Canada doivent être reconnus comme des « citoyens avantagés » qui détiennent des droits différents des canadiens ou, en d’autres termes, des droits supplémentaires, puisque ceux-ci sont des membres privilégiés et importants de la collectivité canadienne. 

## Recommandations du rapport
Il est vrai de dire que le rapport de la Commission Hawthorn-Tremblay, publié en 1969, n’est pas totalement contre le fait que les Indiens aient une éducation semblable à celle des Blancs, mais celui-ci a émis plusieurs correctifs et recommandations qui vont favoriser leurs progrès au sein des écoles chrétiennes.  Les auteurs du rapport final, précisent que les Autochtones doivent avoir une place particulière qui leur est réservée au sein de la collectivité, car ceux-ci se sentent effacés de la société canadienne en raison de leur culture et de leur mentalité différente. La Commission met en valeur le fait que les Autochtones doivent avoir plus de responsabilité et qu’ils ont le droit d’avoir une forme d’autonomie. De ce fait, les auteurs soutiennent qu’il n’y a pas d’objection majeure à ce que les Indiens intègrent les différents régimes d'écoles publiques, mais l’éducation des Indiens devrait se faire en tenant compte de tous ceux et celles qui veulent se joindre aux régimes scolaires. De plus, il sera important de s’assurer de l'entière collaboration des Indiens et des Non-Indiens, donc ceux-ci ne doivent pas avoir d’obligation en ce qui concerne leur éducation. De plus, les instituteurs et les directeurs d'écoles doivent s’adapter et accepter le fait que les Indiens aient des connaissances différentes que les Blancs. Aussi, afin de favoriser l’adaptation des jeunes Indiens, les programmes qui existent au sein des institutions devraient prendre en considération les différences qui reflètent les traditions, les valeurs morales et la culture de ceux-ci. En tenant compte des recommandations des auteurs du rapport, les instituteurs et les directeurs d'écoles devraient aussi se familiariser avec la culture et les agissements des Indiens afin que leur méthode d’enseignement puisse les rejoindre autant que les enfants blancs. Afin de favoriser leur apprentissage, des cours de soutien devraient leur être offerts, les auteurs précises qu'il serait bénéfique d'offrir des cours où ils pourraient mieux développer et apprendre la langue française et où des correctifs de formulations, de prononciations et de dictions pourraient y être apportés. Finalement, le rapport soutien qu’il est important d’offrir des programmes d’éducation qui conviennent aux traditions et à la culture des Indiens pour que ceux-ci puissent enfin décider librement du chemin qu’ils veulent emprunter : une éducation traditionnelle ou une éducation chrétienne.

## Conclusion
Tout compte fait, la Commission Hawhorn-Tremblay a permis de mettre en lumière la négligence de l’État devant la situation des Autochtones du Canada. La réalisation du rapport final a aussi permis d’émettre des conseils sur l’éducation des jeunes Autochtones afin de leur laisser le choix de leur propre éducation, car leur imposer un cheminement scolaire a affecté la transmission de leur culture et leurs traditions. 

## Médiagraphie
Tremblay, Marc-Adélard, (1989). La renaissance de l'identité amérindienne dans l'espace québécois et le développement des peuples du Nord : actes du premier colloque Québec-Russie, Groupe d'études universitaires sur la modernisation de l'Arctique et Université Laval, Québec, p. 3-14.
Université Laval (s.d). François Trudel, http://www.bibl.ulaval.ca/doelec/pul/chap22.html#CTFTR.4 (Consulté le 9 mai 2013).
Affaires autochtones et Développement du Nord Canada (1967). H.A.C. Cairns,
S.M. Jamieson, K. Lysyk, M.A. Tremblay, F.G. ValIee et J. Ryan http://www.aadnc-aandc.gc.ca/fra/1293033391108/1293033543581#CHA (Consulté le 9 mai 2013).
Lepage, Pierre (2009). Mythes et réalités sur les peuples autochtones, Québec, Commission des droits de la personne et des droits de la jeunesse, 88 p.
Archives de Radio-Canada (19 octobre 1988). Pensionnats indiens : l’enfance déracinée, Québec, 6 min 09 s.
Radio-Canada (22 janvier 2013). Briser le silence sur le pensionnat autochtone à Maliotenam, Québec, 2 min 59 s.
Woodside, H. J. (1890). Groupe de religieuses et d'élèves autochtones [Photographie en noir et blanc]. https://www.flickr.com/photos/lac-bac/4273734537/ (Consulté le 9 mai 2013).